# Google Sidewiki
Google Sidewiki foi uma ferramenta de anotações web da Google, lançada em setembro de 2009 e descontinuada em dezembro de 2011. O Sidewiki era uma extensão de navegador que permitia a qualquer pessoa conectada a uma Conta Google fazer e ver comentários sobre um determinado website numa barra lateral. Apesar do nome, a ferramenta não era um wiki colaborativo, embora os comentários pudessem ser editados pelo autor.

## Encerramento
Em setembro de 2011, a Google anunciou que descontinuaria vários de seus produtos, incluindo o Google Sidewiki.